# St. Joseph (Allershausen)
Koordinaten: 48° 25′ 59,8″ N, 11° 36′ 9,8″ O
St. Joseph ist die römisch-katholische Pfarrkirche von Allershausen. Sie steht in der Nähe der Einmündung der Glonn in die Amper.

## Geschichte
Da der Ort im Jahr 1190 dem Prämonstratenserkloster Neustift bei Freising geschenkt worden war, waren die Äbte und Patres des Klosters ungefähr sechs Jahrhunderte lang bis zur Säkularisation in Bayern für die Seelsorge im Ort zuständig.
Am Ende des 18. Jahrhunderts ließ Abt Joseph Gaspar von Neustift die Pfarrkirche an der Stelle der alten Kirche neu erbauen. Sie wurde am 4. Oktober 1783 mit dem Patronat des heiligen Joseph von Fürstbischof Ludwig Joseph von Welden geweiht. 1872 wurde der Turm auf 64 Meter erhöht und das Kirchenschiff 1892 um ein Joch rund zehn Meter, nach Westen verlängert. Der sogenannte „Dom des Ampertales“ wurde vor der 200-Jahr-Feier seines Bestehens 1983 gründlich renoviert.
Der Pfarrhof neben dem Gotteshaus war nach einem Brand 1748 als Teil einer großen Ökonomie neu errichtet worden. Als 1957 der alte Pfarrstadel abbrannte, errichtete man an dieser Stelle den Pfarrsaal.

## Beschreibung
Die Kirche ist einschiffig, der Chor geradlinig abgeschlossen. Die Decke des Innenraums ist mit vier Fresko-Darstellungen aus dem Leben des Kirchenpatrons geschmückt (von Westen nach Osten):
1. Im Anbau von 1892 (über der Orgel) führt ein 1920 gemaltes Bild von Anton Ranzinger den Betrachter in die Landschaft um Allershausen mit den zugehörigen Filialkirchen. Links bestellt ein Bauer mit einem Pferdegespann sein Feld. Rechts beten Frauen, Kinder und ein Soldat vor einem Andachtsbild, das in einem alten Baum aufgehängt wurde. Der Heilige kniet links oben auf einer Wolke und setzt sich als Fürsprecher für die Anliegen der betenden Landleute ein. Er richtet sein Gebet an Christus, der im Bild durch das Kreuz in einem Strahlenkranz vertreten wird.
2. Auch der Tod des heiligen Joseph im ursprünglichen Emporenjoch (mit den Eingangstüren) wurde 1920 von Anton Ranzinger gemalt.
3. Das große Bild in der Kuppel des Hauptraums zeigt die Vermählung Josephs mit Maria. Es trägt die Künstlersignatur und Datierung: M. Denzel Pinxit 1778, auf Deutsch: „Michael Daenzel hat es 1778 gemalt.“ In den Zwickeln zeigen vier kleinere Medaillons die abendländischen Kirchenväter, Gregor den Großen, Augustinus, Ambrosius und Hieronymus.
4. Auch das Chorfresko, St. Joseph als Patron von Allershausen,[3] stammt von Michael Daenzel, jedoch mit Zutaten von Anton Ranzinger. Der kniende Heilige überbringt der Dreifaltigkeit im Zentrum der Komposition zwei Schriftstücke, die wohl die Anliegen der Gemeinde enthalten. Die Gruppe der Gläubigen rechts im Vordergrund geht vermutlich auf Ranzinger zurück. Ihr gegenüber ist links eine Gruppe von Prämonstratensern zu sehen. Die Palme und der Obelisk (oder Pyramide) sollen nicht einfach das orientalische Ambiente charakterisieren, sondern sind als Symbole für Maria als Braut Josephs, Mutter und Jungfrau (Palme) und für die Jungfräulichkeit Mariens (Obelisk) zu verstehen.[4]

Das Hochaltarbild zeigt den hl. Joseph als Patron von Allershausen und wird ebenfalls Michael Daenzel zugeschrieben.

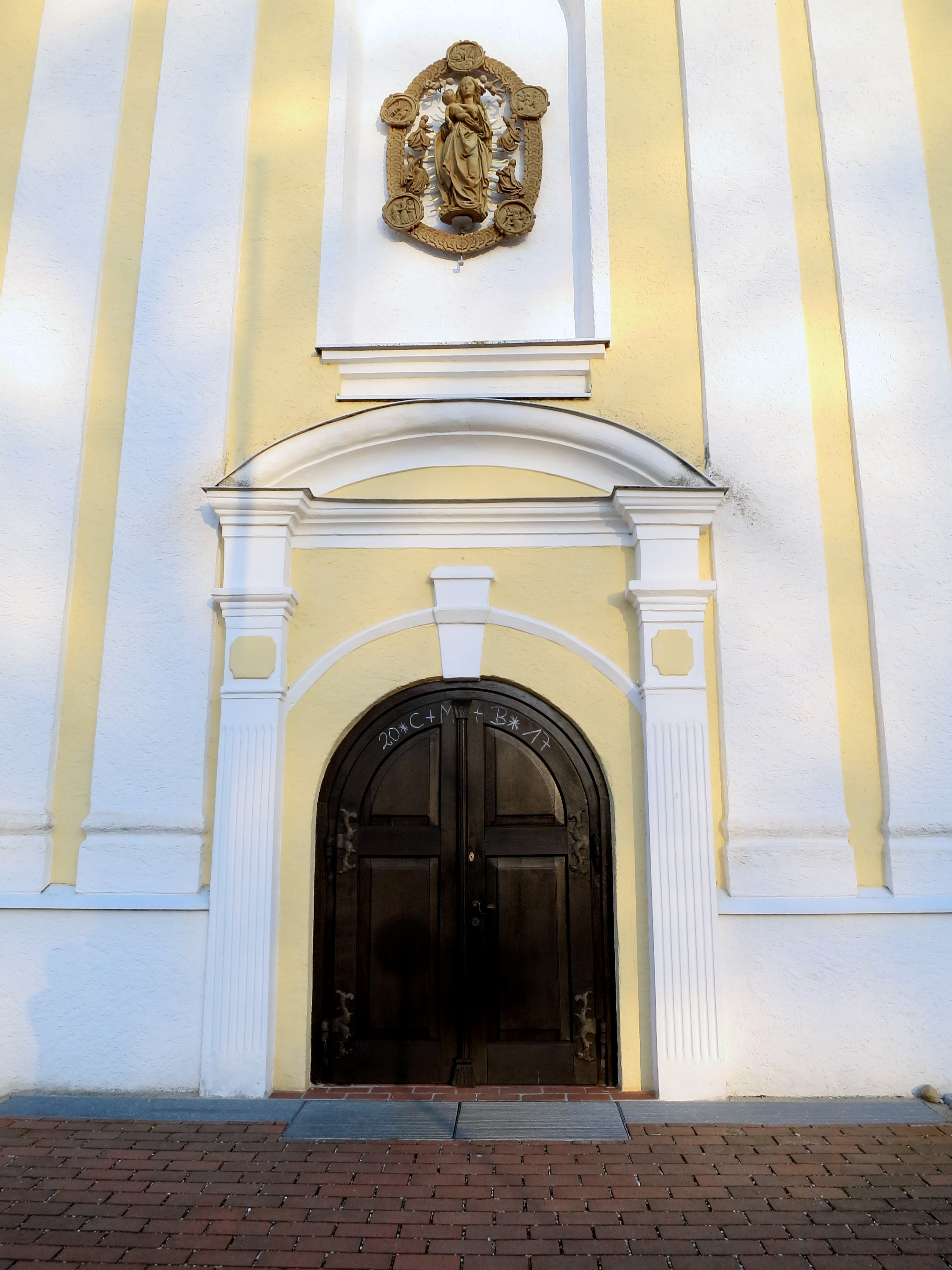
Eingangsportal
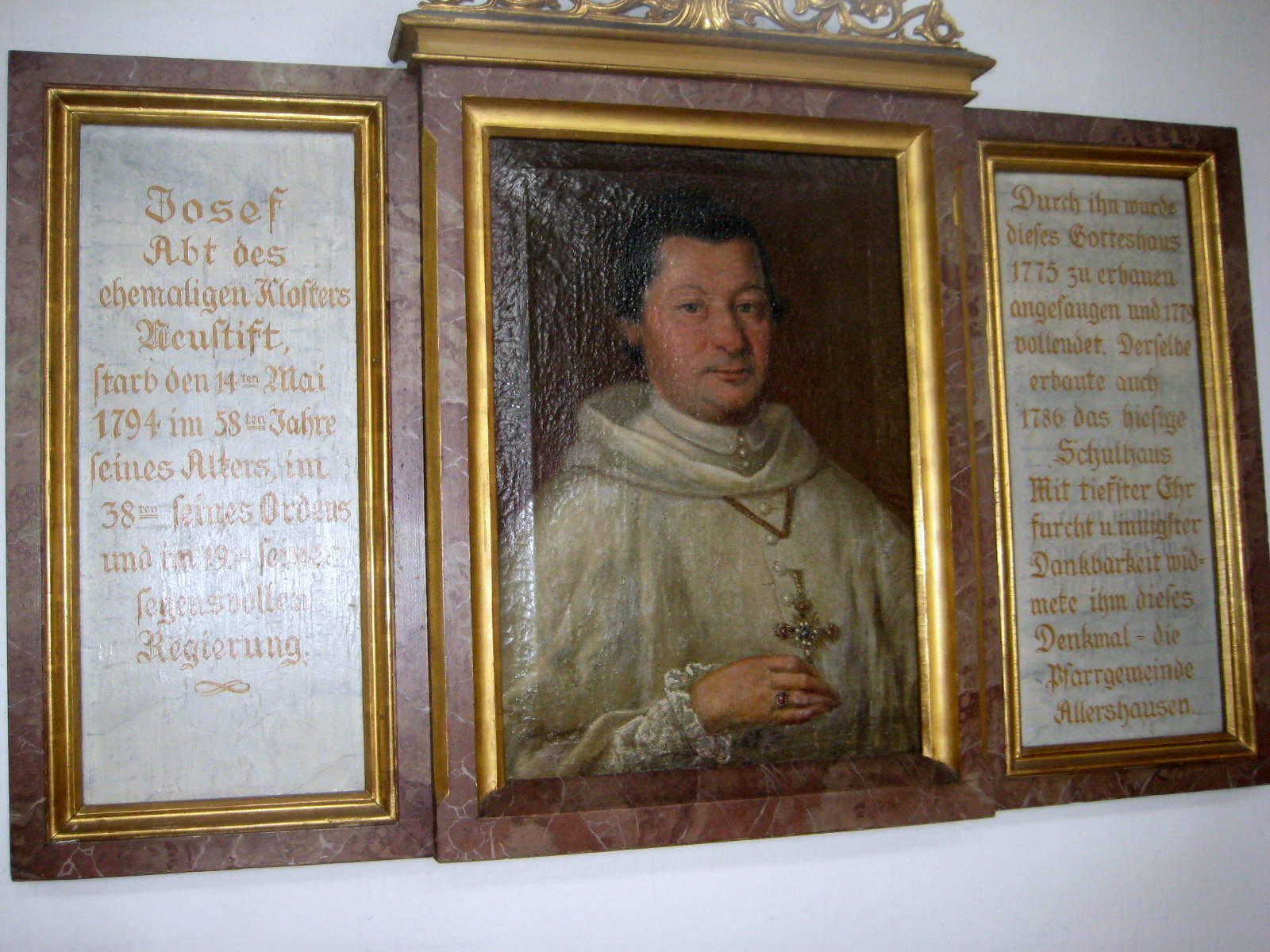
Der Erbauer der Kirche
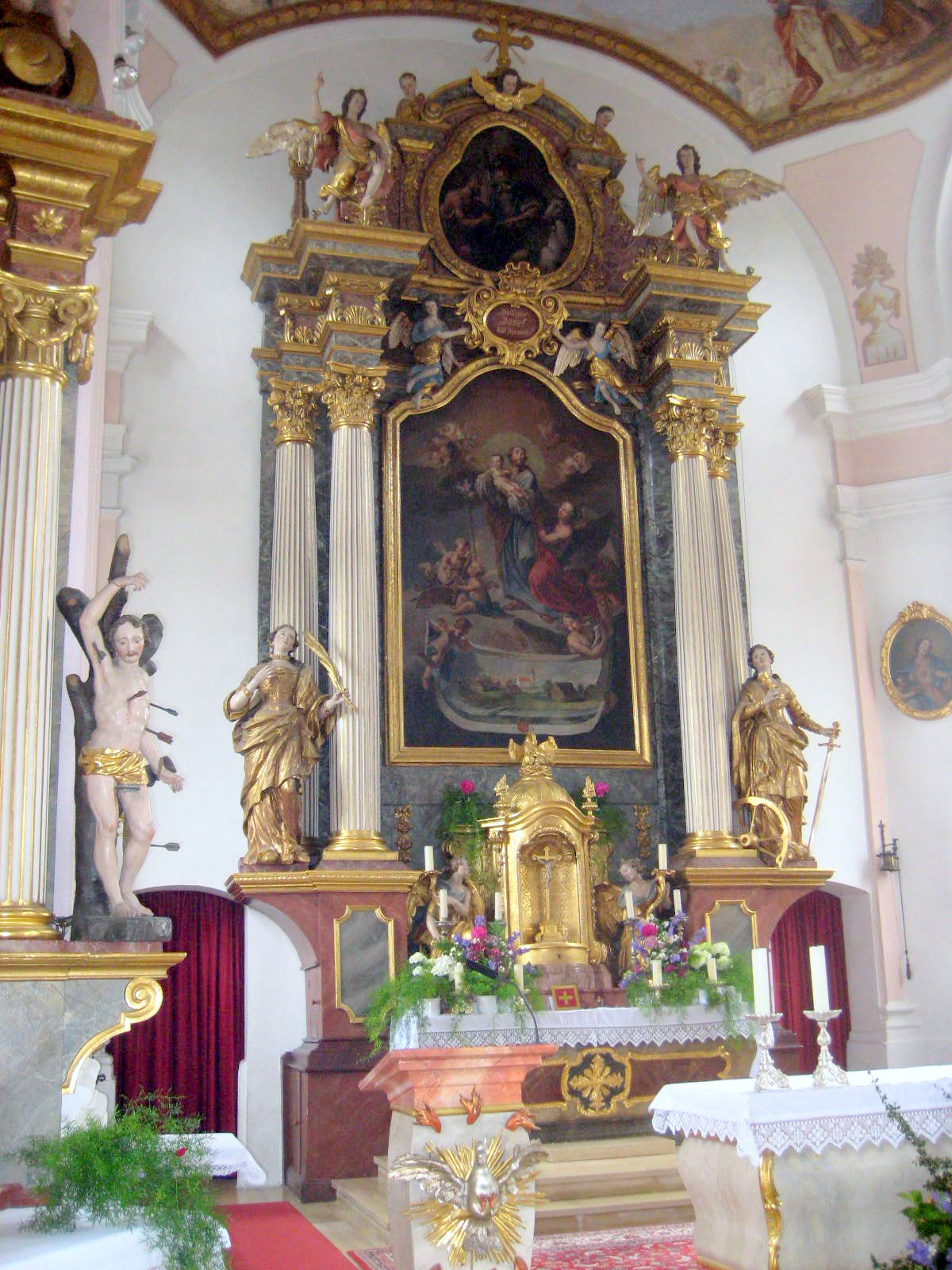
Hauptaltar, dem Heiligen Josef geweiht
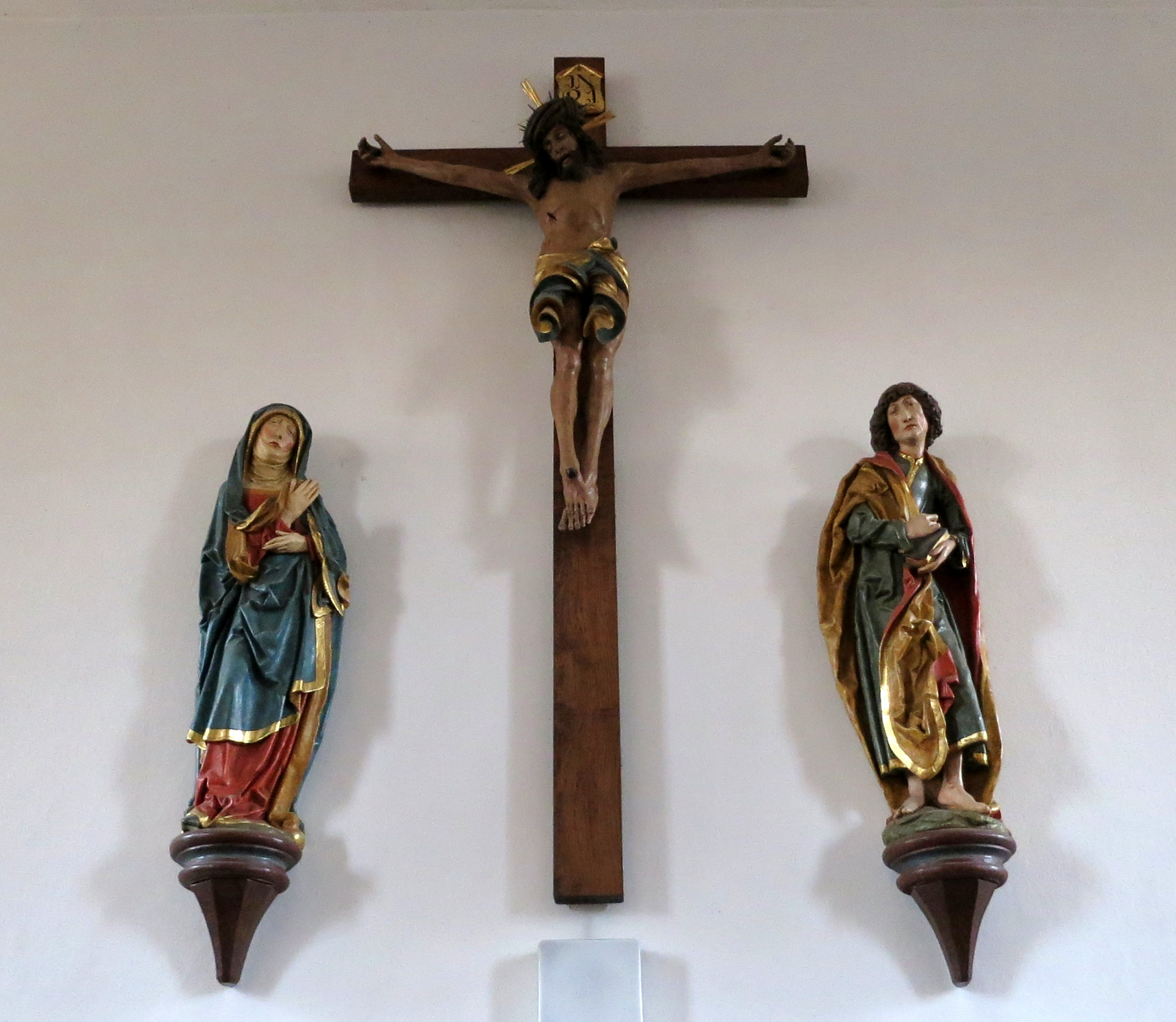
Kreuz mit Maria und Johannes
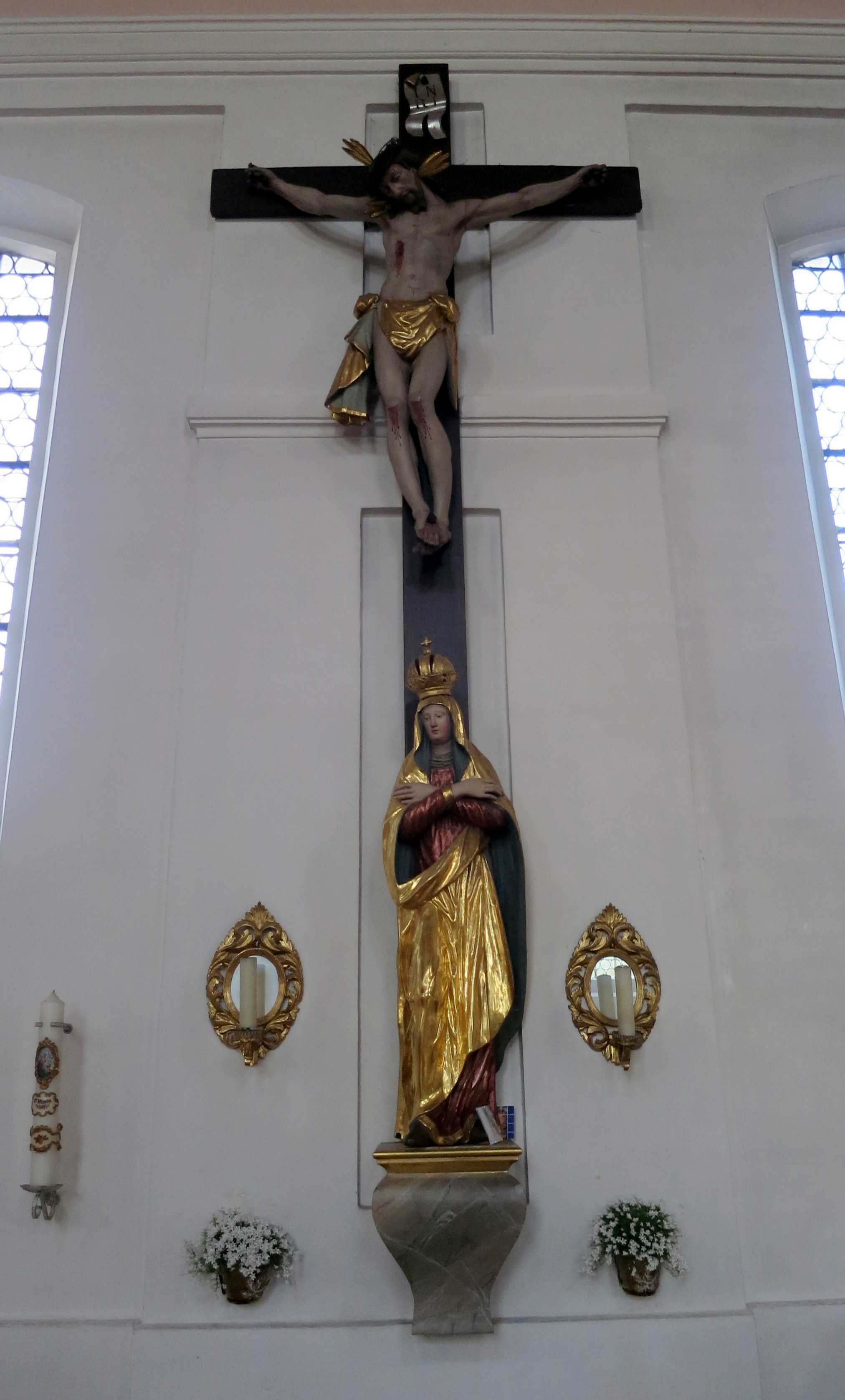
Kanzelkreuz
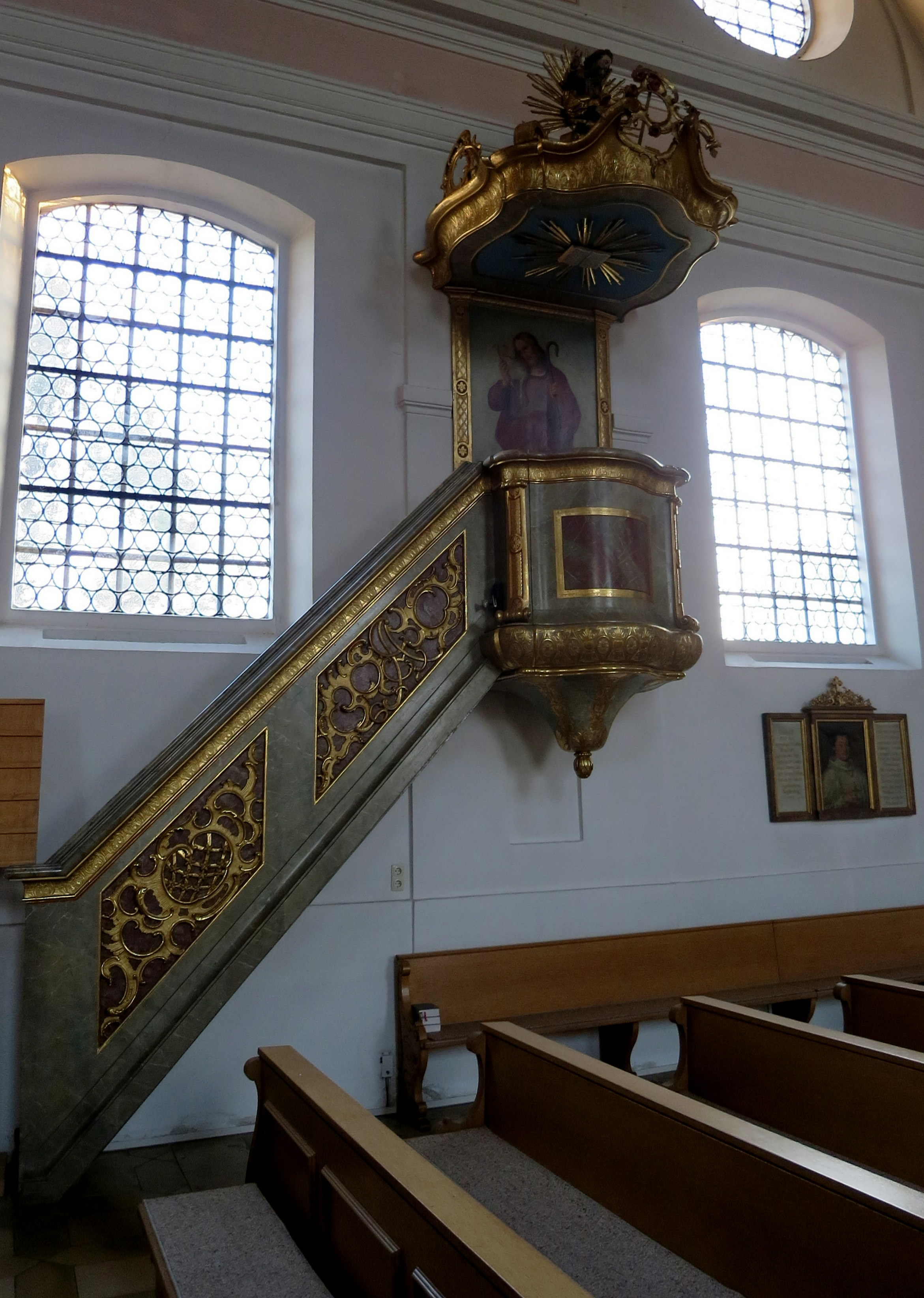
Kanzel
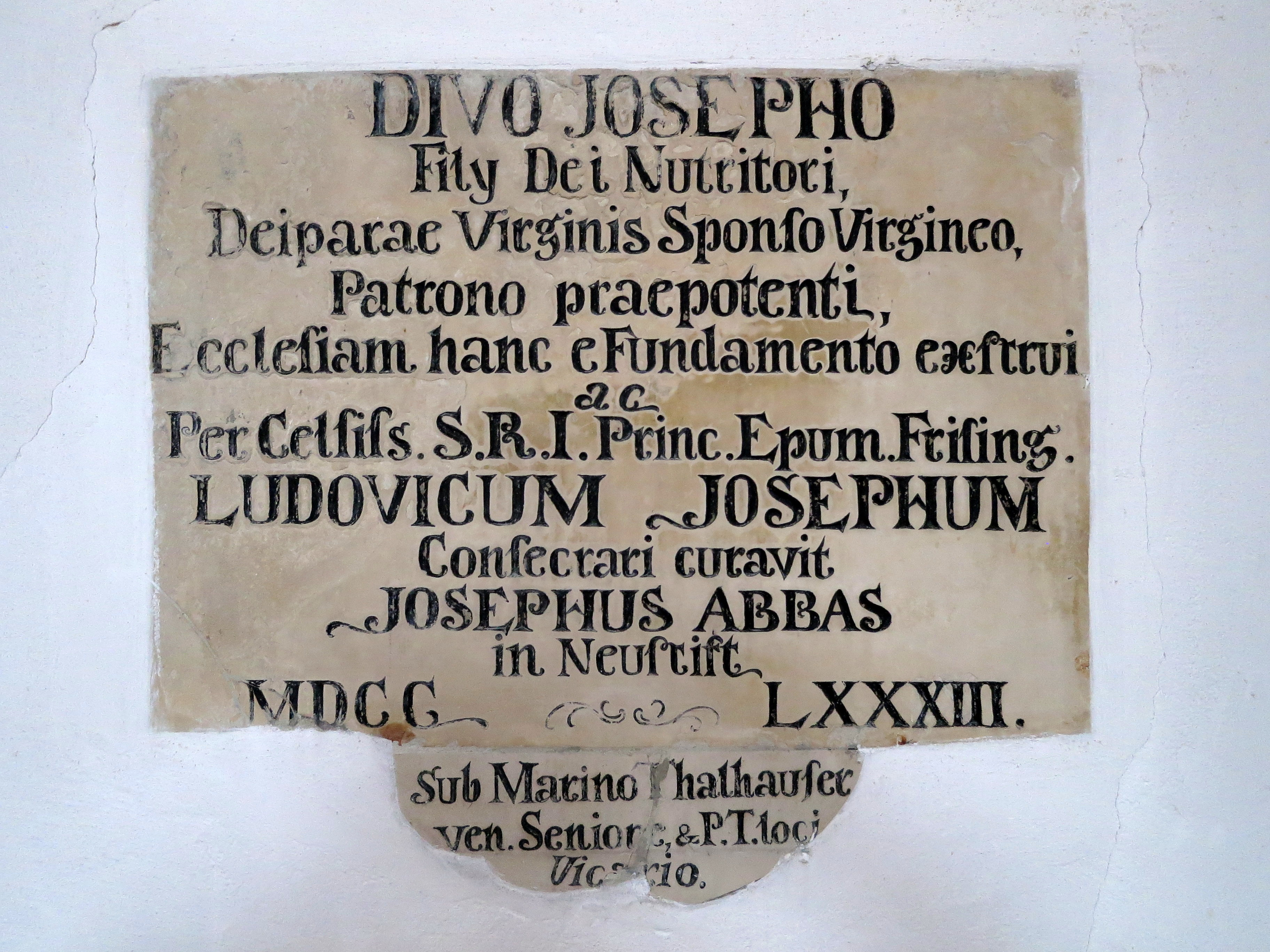
Lateinische Inschriftentafel
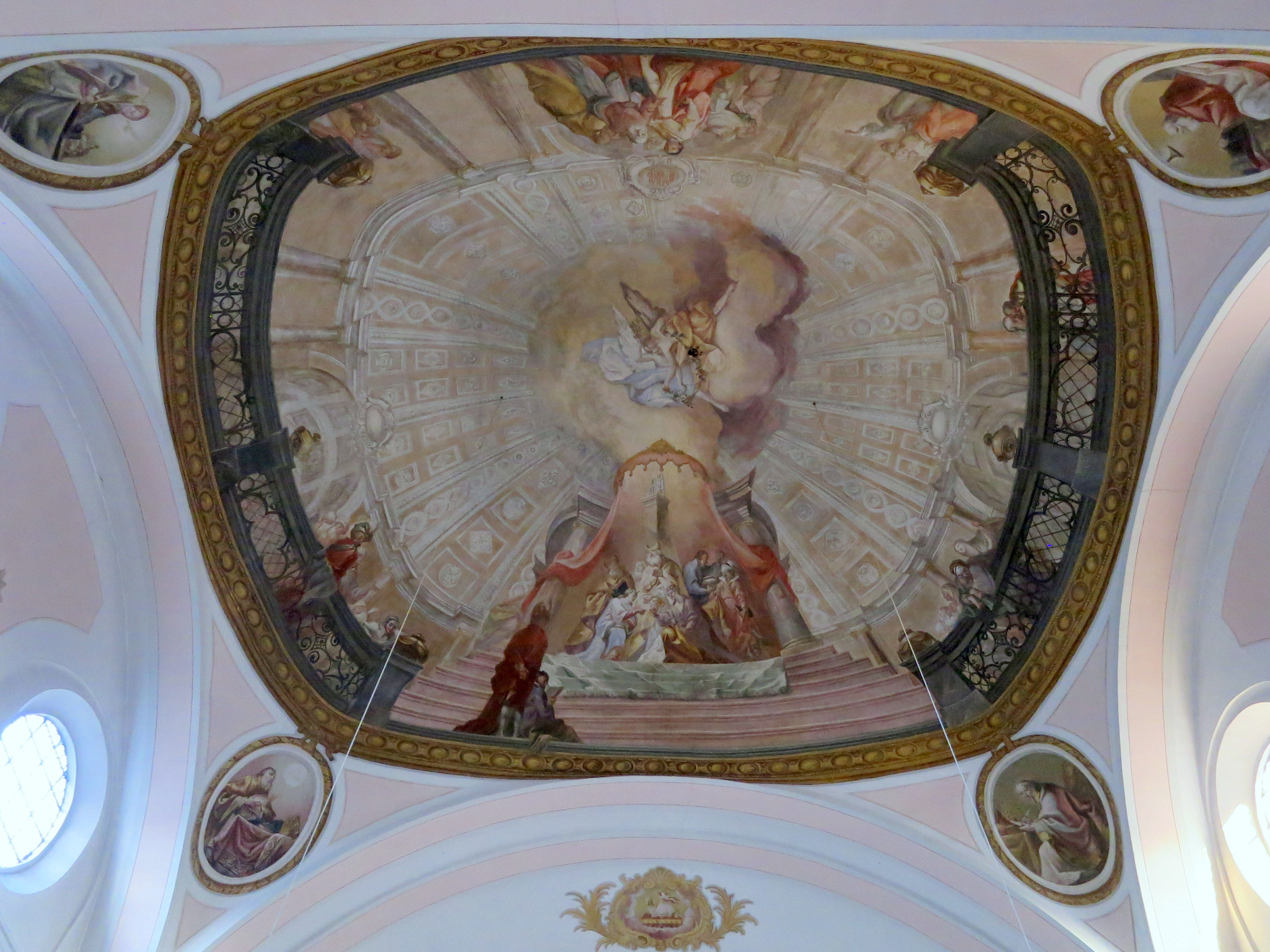
Deckengemälde
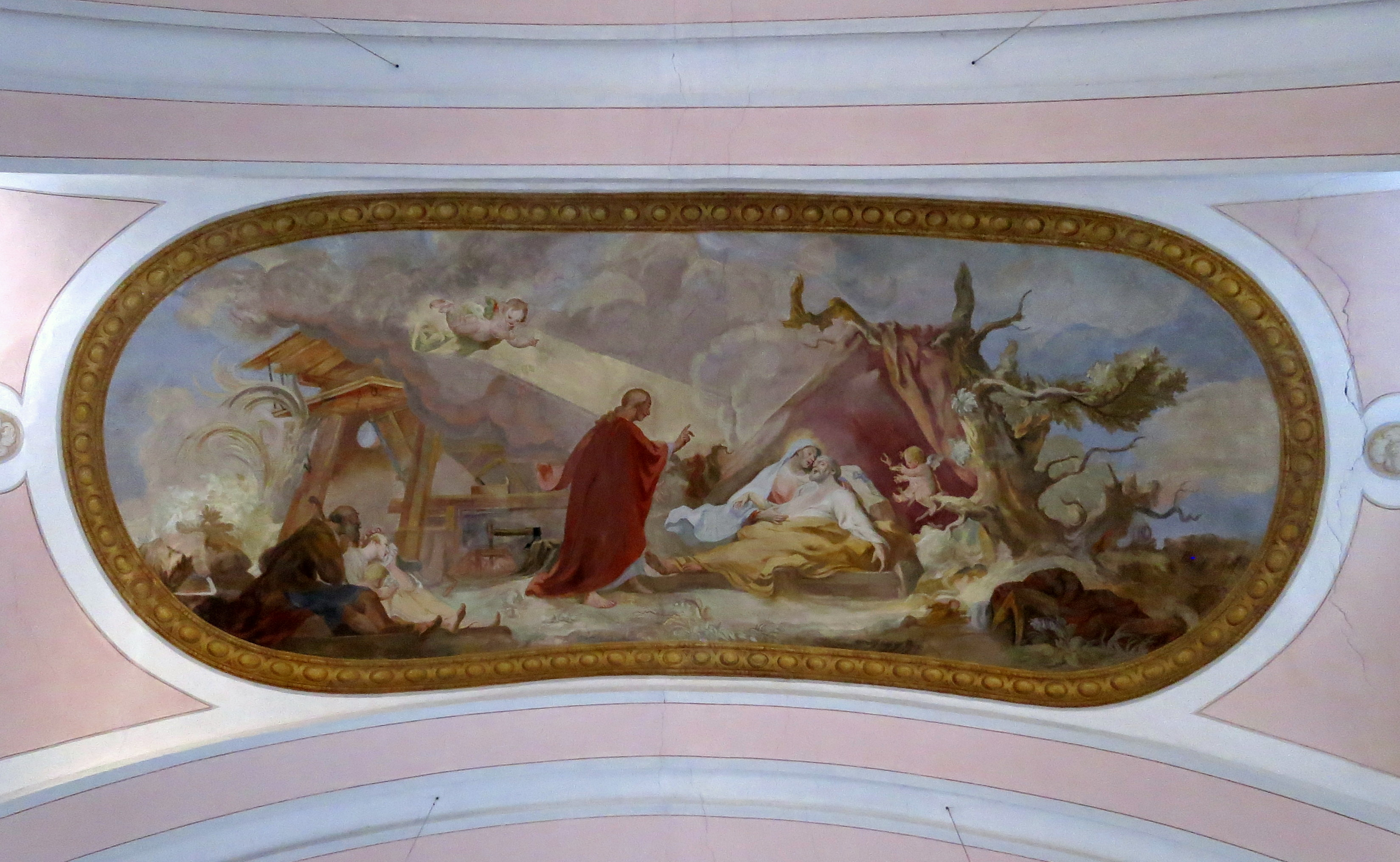
Deckengemälde
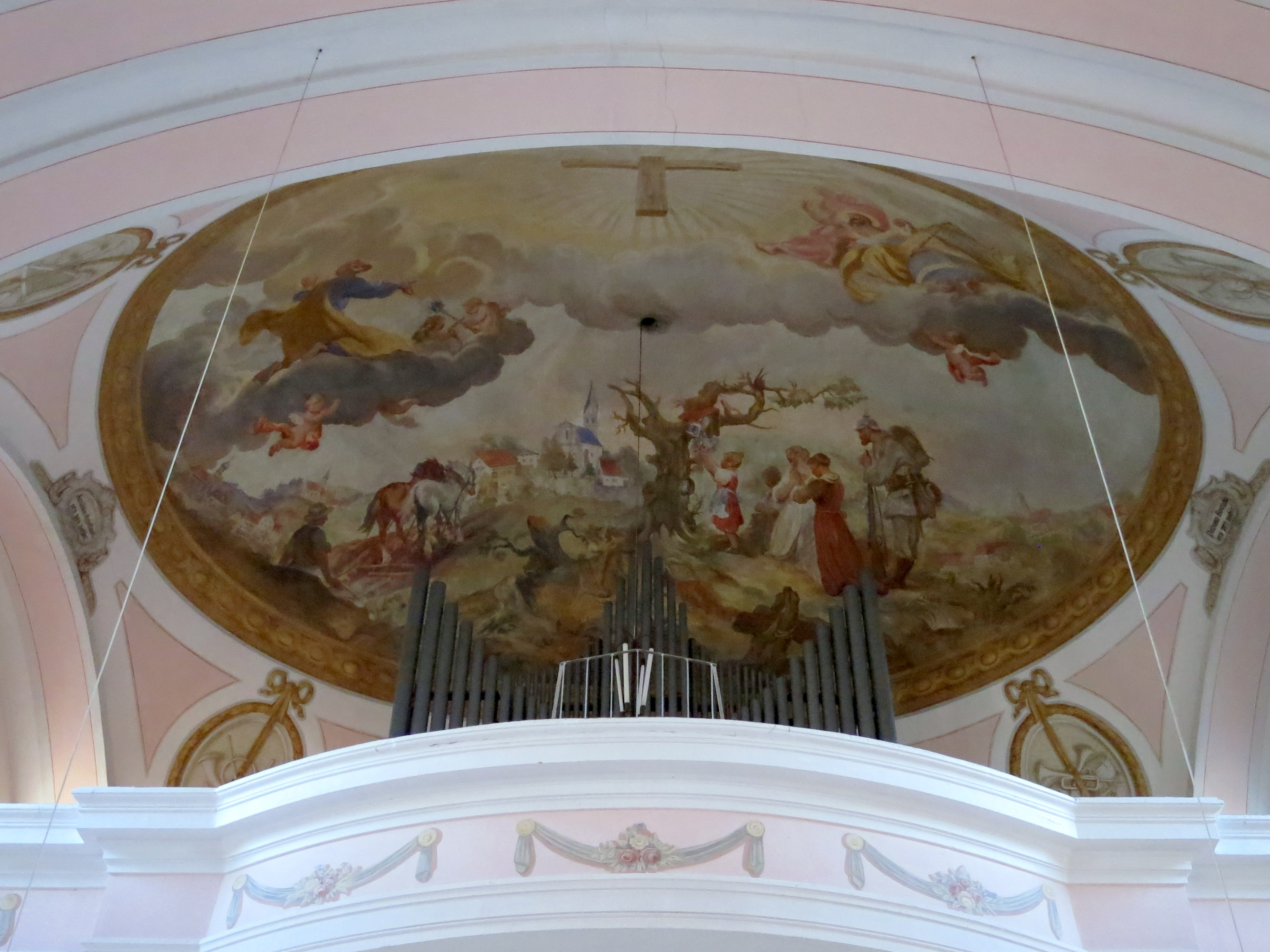
Gemälde über der Orgel
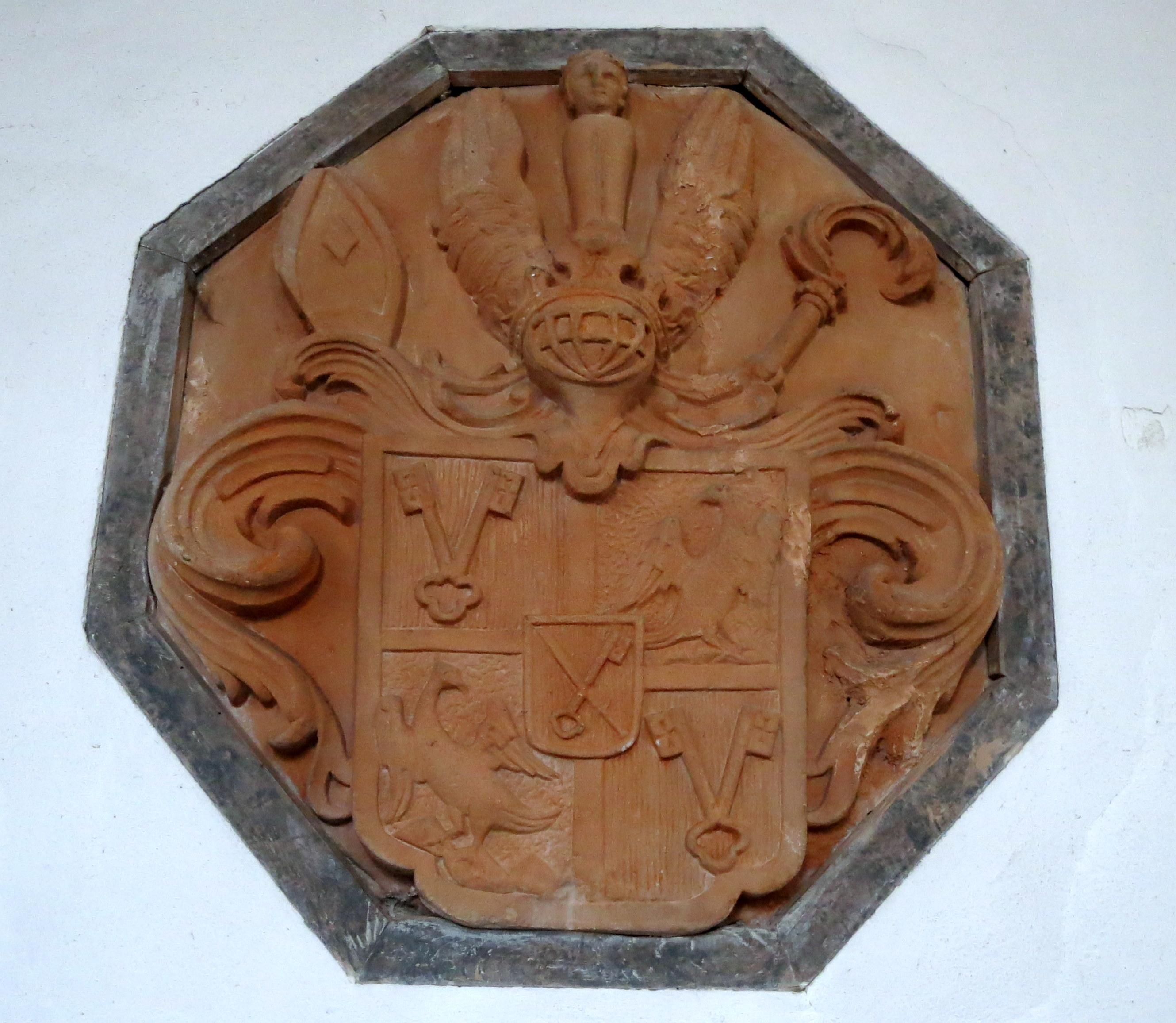
Wappentafel im Inneren

## Glocken
Das Geläut der Pfarrkirche besteht aus sieben Glocken. Vom ursprünglichen Geläut aus Bronze sind nur zwei Glocken erhalten. Kurz nach dem Zweiten Weltkrieg – vor der Währungsreform – wurden fünf Stahlglocken aus einer Bochumer Gießerei angeschafft.
Die große Glocke, die mit den anderen 1943 vom Turm geholt wurde und für Rüstungszwecke eingeschmolzen werden sollte, fand Hans Spangler in einer Hamburger Gießerei und brachte sie zurück.